# Групни идентитет
Групни идентитет је доживљај особености који је својствен члановима неке формалне или неформалне друштвене заједнице, који имају исте основне вредности, идеале, обрасце мишљења и понашања. То је онај део идентитета појединца који је типичан за све појединце одређене групе. Осећање колективног идентитета стиче се у доба адолесценције када вршњаци постају битна, референтна група али се и развија током целог живота. 